# Gagrellenna
Gagrellenna is een geslacht van hooiwagens uit de familie Sclerosomatidae.
De wetenschappelijke naam Gagrellenna is voor het eerst geldig gepubliceerd door Roewer in 1929. 

## Soorten
Gagrellenna is monotypisch en omvat slechts de volgende soort:
- Gagrellenna bipunctata